# 婚約數
婚約數（betrothed numbers），指兩個正整數中，彼此除了1和本身的其餘所有因數的和與另一方相等。婚約數又稱準親和數（quasi-amicable numbers）。
最小的一對婚約數為(48, 75)
- 48的除了1和本身的其餘所有因數相加是：2+3+4+6+8+12+16+24=75
- 75的除了1和本身的其餘所有因數相加的和是：3+5+15+25=48

現在已知的婚約數都是一個奇數配上一個偶數。

## 最小的10組婚約數
（48、75）、（140、195）、（1050、1925）、（1575、1648）、（2024、2295）、（5775、6128）、（8892、16587）、（9504、20735）、（62744、75495）、（186615、206504）、（OEIS中的數列A003502與A003503）

## 未解之謎
- 是否存在無限多對婚約数？
- 是否存在都是偶數或都是奇數的一對婚約數？